# Бехерів
Бехерів (словац. Becherov) — село в Словаччині, Бардіївському окрузі Пряшівського краю. Розташоване в північно-східній частині Словаччини біля кордону з Польщею.
Уперше згадується у 1414 році.

## Храми
У селі є греко-католицька церква Різдва Пресвятої Богородиці з 1847 року, з 1963 року національна культурна пам'ятка та православна церква Покрови Пресвятої Богородиці з 1923 року з елементами староруського бароко.

## Населення
| Рік:            | 1993 | 2003    | 2013    | 2023    |
| --------------- | ---- | ------- | ------- | ------- |
| Кількість осіб: | 307  | 291     | 275     | 276     |
| Різниця:        |      | -5,21 % | -5,49 % | +0,36 % |

| Рік:            | 2022 | 2023    |
| --------------- | ---- | ------- |
| Кількість осіб: | 276  | 276     |
| Різниця:        |      | +1,42 % |

В селі проживає 258 осіб.
Національний склад населення (за даними останнього перепису населення — 2001 року):
- русини — 48,54 %
- словаки — 29,93 %
- українці — 16,42 %
- цигани — 4,38 %

Склад населення за приналежністю до релігії станом на 2001 рік:
- греко-католики — 46,72 %,
- православні — 43,43 %,
- римо-католики — 6,57 %,
- не вважають себе віруючими або не належать до жодної вищезгаданої церкви- 2,55 %

### Видатні постаті
- Лазорик Федір (1913—1969) — в селі народився український письменник Словаччини, журналіст, етнограф та педагог, автор збірника українських народних пісень Східної Словаччини «Співаночки мої» (1956)
- Артим Міхал (1948—1918) — культурний діяч русинської орієнтації, який в селі працював греко-католицьким священиком, під час мадяризації відстоював право місцевого населення на кирилицю та юліянський календар, в 1901—1910 рр. депутат угорського парламенту за Зборівський округ